# Ivana Gattei
Ivana Gattei (Roma, 18 febbraio 1929 – Roma, 5 febbraio 2018) è stata una ballerina italiana.

## Biografia

Dietro le quinte, durante le Quattro stagioni di Vivaldi

Nel ruolo di Cucciolo con Attilia Radice in Biancaneve 1951

Nel 1938 all'età di 9 anni entra alla scuola del Teatro reale dell’Opera di Roma, dietro la direzione delle sorelle Placida e Teresa Battaggi, studiando con insegnanti quali Gennaro Corbo e Attilia Radice, ultimi allievi del grande Enrico Cecchetti. Con la Radice balla in molti balletti e opere, tra cui il balletto Biancaneve nel 1951, musiche di Riccardo Zandonai, dove interpreta Cucciolo.
Entra a far parte ufficialmente del corpo di ballo dello stesso teatro nel 1944 e vi rimane fino al 1977, quando si ritira per stare vicino al marito Augusto Ceracchini, presidente della Federazione Italiana Karate, venuto poi a mancare nel 1978.

### Il sodalizio con Aurel Milloss
Nel 1940 Aurel Milloss la chiamò a lavorare con sé e la condusse fino alla fine della sua carriera coreutica con l'ultimo spettacolo, alle terme di Caracalla, il Ballo Excelsior di Luigi Manzotti nella ripresa coreografica di Ugo dell'Ara, quando Gattei aveva già l'età di 49 anni. Milloss ne apprezzò subito le doti artistiche tanto che la considerò una valida assistente, montando spesso le coreografie su di lei.
Debuttò come prima ballerina con Milloss, quando questi realizzò la rappresentazione di La boîte à joujoux (musiche di Claude Debussy), accanto al primo ballerino étoile Guido Lauri al Teatro dell'Opera di Roma il 23 dicembre 1950, con la direzione orchestrale di Gianandrea Gavazzeni e la scenografia di Mario Pompei. Ballò in tutte le creazioni di Miloss al Teatro dell'Opera, tra cui Jeux, Tautologos, La soglia del Tempo, Il Mandarino Meraviglioso, Carillon magico, La giara, Orfeo, Follie viennesi, Ungheria romantica, Hungarica, Mirandolina.

### Didattica
Ivana Gattei è stata anche una stimata insegnante. Ha insegnato alla scuola del Teatro dell'opera fino al 1977.
Dopo la scomparsa di Marcella Otinelli, ha diretto la compagnia “Il Complesso Romano del Balletto” col quale ha portato in scena balletti come La fille mal gardée, Don Chisciotte e altri.
Ha tenuto corsi per professionisti allo I.A.L.S. di Roma. Partendo dalla sbarra a terra di Boris Kniaseff, crea una sua metodologia di lavoro a terra e alla sbarra mirato al potenziamento corporeo e al miglioramento dell'en dehors e del movimento dei piedi.
Nella sua carriera ha lavorato con grandissimi artisti quali, Rudol'f Nuriev, Erik Bruhn, Roland Petit, Maurice Béjart, George Balanchine, Katherine Dunham, Léonide Massine, Zarko Prebil, Anton Dolin, Béla Bartók, Boris Kniaseff, Jia Ruskaja, Marika Bezobrazova, Margherita Walmar, Vladimir Vasiliev, Nina Vyroubova, Carla Fracci e molti altri.

## Repertorio

### Balletti
Fra parentesi il nome del coreografo.

NellAirone di Léonide Massine

- Ballo Excelsior (Luigi Manzotti; Ugo Dall'Ara)
- Bel Danubio blu (Léonide Massine)
- Biancaneve, di Riccardo Zandonai
- Bolero (Aurel Milloss)
- La bottega fantastica (Léonide Massine; Aurel Milloss)
- Il Cappello a tre Punte (Léonide Massine)
- Coppélia
- Don Chisciotte (balletto)
- Giselle
- I pini di Roma
- Lago dei cigni
- Il mandarino meraviglioso (Aurel Milloss)
- Il pomeriggio di un fauno (balletto)
- La bella addormentata (balletto)
- Cenerentola (balletto) (Zarko Prebil)
- La giara (Milloss)
- La sagra della primavera (Milloss)
- La Sylphide
- Le quattro stagioni di Antonio Vivaldi
- Lo schiaccianoci di (Zarko Prebil)
- L'uccello di fuoco
- Petruška (balletto)
- Rapsodia in blu (Milloss)
- Shahrazād
- Sinfonia in Do
- Sogno di una notte di mezza estate
- Sylvia

### Opere
- Adriana Lecouvreur (Mercurio)
- Carmen
- Don Giovanni
- Faust
- Guglielmo Tell
- I pescatori di perle
- Die Fledermaus
- Il pozzo e il pendolo
- Aida
- La traviata
- Rigoletto
- Salomè

## Film e televisione
- Carosello napoletano del 1953 di Ettore Giannini, con Sophia Loren.
- Cleopatra con Elizabeth Taylor
- Ballerina e Buon Dio del 1958 con Vittorio De Sica
- La contessa Castiglione del 1944
- Mambo del 1954 con Katherine Dunham
- Quo vadis del 1951
- Violette nei capelli 1941

## Galleria d'immagini

Nella la boîte à joujoux nel 1950
Nel Tautologos di Aurel Milloss nel 1969
In Mambo con Katherine Dunham nel 1954
Alla fine di uno spettacolo Ivana Gattei e Aurel Milloss